# Front Democràtic per l'Alliberament de Somàlia
El Front Democràtic per l'Alliberament de Somàlia (FDAS) fou l'organització de l'antic Partit Comunista Somali, quan es va separar del règim de Siad Barre el 1978. Fou fundat l'abril de 1978 amb dissidents del Partit Socialista Revolucionari Somali, la majoria procedents de l'antic Partit Comunista Somali. El seu cap fou Hassan Ali Mireh, antic ministre d'educació de Barre.
Es va fundar a Aden, al Iemen del Sud. L'octubre de 1981 es va fusionar amb el Partit dels Treballadors Somalis i el Front de Salvació de Somàlia per formar el Front Democràtic de Salvació de Somàlia (FDSS). Quan els ex militars majeerteens van prendre el control de l'organització el 1984, i van començar les purgues el Front va rebre l'ajut soviètic i etíop i el líder del grup, Abdullahi Yusuf Ahmed, i altres dirigents foren arrestats (1984) i finalment el 1986 Mireh va assolir la direcció de l'organització, però no aconseguí el seu control i va dimitir el 1988.
El 9 de gener de 1991 Mireh encara parlava en nom de l'organització FDSS. El 2 d'abril de 1991 estava exiliat a Aràbia Saudita i parlava en nom de la seva antiga organització que sembla que devia recuperar la seva independència organitzativa però en tot cas com un grup minoritari sense cap incidència real fora d'un grup d'exiliats.